# Pirates d'Ostende
Stade
Champion BAFL : 2016, 2023
Les Pirates d'Ostende sont une équipe belge de football américain basée à Ostende. L'équipe a été fondée en 2012. Ils appartiennent à la conférence de la Ligue flamande de football américain (FAFL) au sein de la Ligue belge de football américain (BAFL).

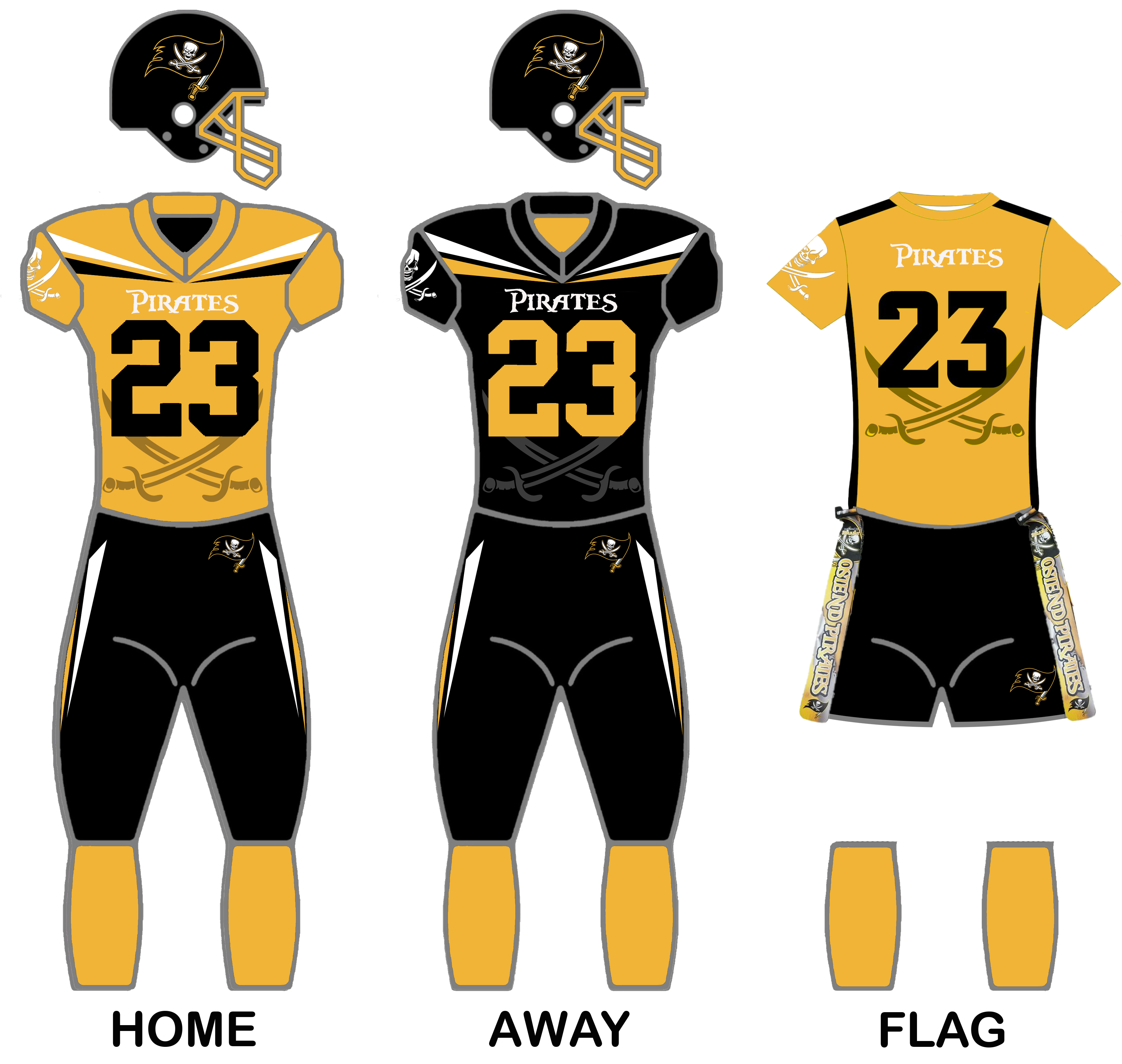
uniformes

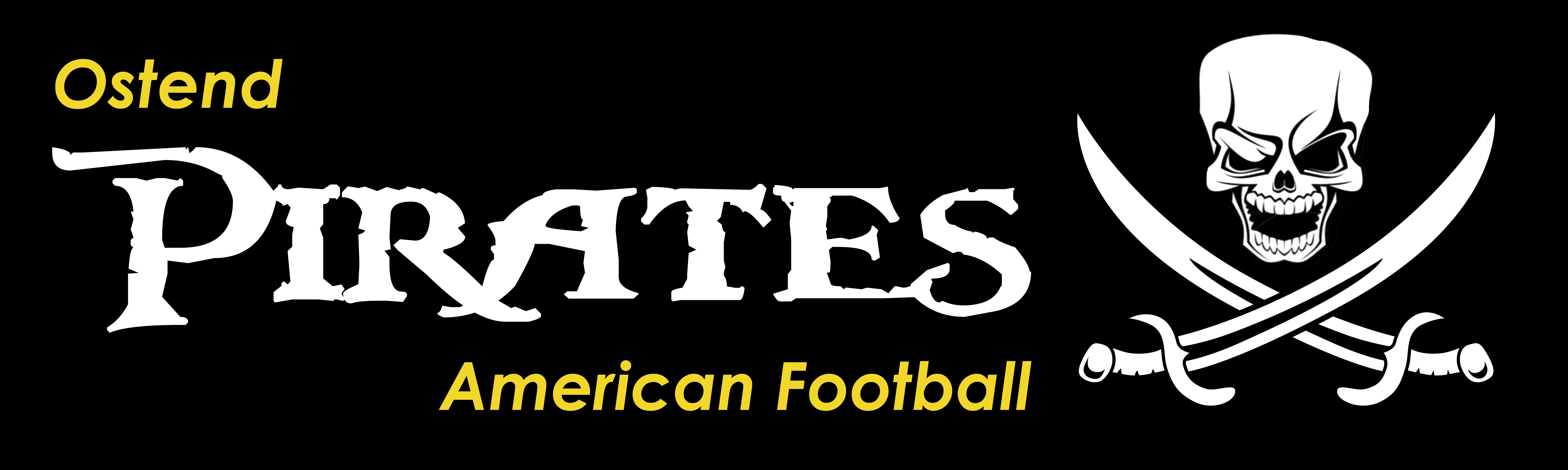
Ostend Pirates

## Histoire
Dans les années 1980, le football américain se jouait à Ostende, l'équipe de la ville était les Ostend Tigers. En 2001, après la fusion avec les Izegem Redskins, les Tigers forment une nouvelle équipe, les West Flanders Tribes (lieu d'entraînement à Ostende et Izegem). En 2012, les West Flanders Tribes se sont scindées en deux équipes à part entière, les Ostend Pirates et les Izegem Tribes. Les Ostend PIrates n'avaient pas encore pu participer à la compétition belge en 2013, cette année fut une année tampon pour préparer l'organisation à la compétition belge. Les Ostend Pirates ont disputé leur premier match en février 2014. En août 2021, la première équipe de Flag a été fondée (les U13) et les petits ont très bien réussi leur première année et ont terminé à la quatrième place cette année-là.

## Compétition Belge
Toutes les équipes des Ostend Pirates (Seniors, U19 et U16) appartiennent à l'élite belge du football américain.

## Performance équipe Senior
- Demi-finales des Playoffs 2014 (Première saison dans la ligue Belge FAFL)
- Demi-finales des Playoffs 2015
- Belgian Bowl - Champion de Belgique 2016
- Demi-finales des Playoffs 2017
- BAFL - Champion de Belgique 2023

## Performance équipe des Cadets
- BAFL U16 - Vice Champion de Belgique 2023 (Finale contre Leuven Lions)
- BAFL U17 - Vice Champion de Belgique 2024 (Finale contre Mons Knights)
- BAFL U17 - 3e 2025

## Performance des équipes de Flag
- BAFL FLAG - U13 - 4e place 2022 (première annèe de participation)
- BAFL FLAG - U11 - 3e 2024
- INTERNATIONAL FRANCE - U11 - 3e 2025
- BAFL FLAG -U11 - 2e 2025

## Équipes Actives
TACKLE
- U17 - Cadets
- U20 - Juniors
- Seniors

FLAG
- U11 - Peewee’s
- U13 - Youth 13
- U16 - Cadets
- Seniors

## Ancien Pirate

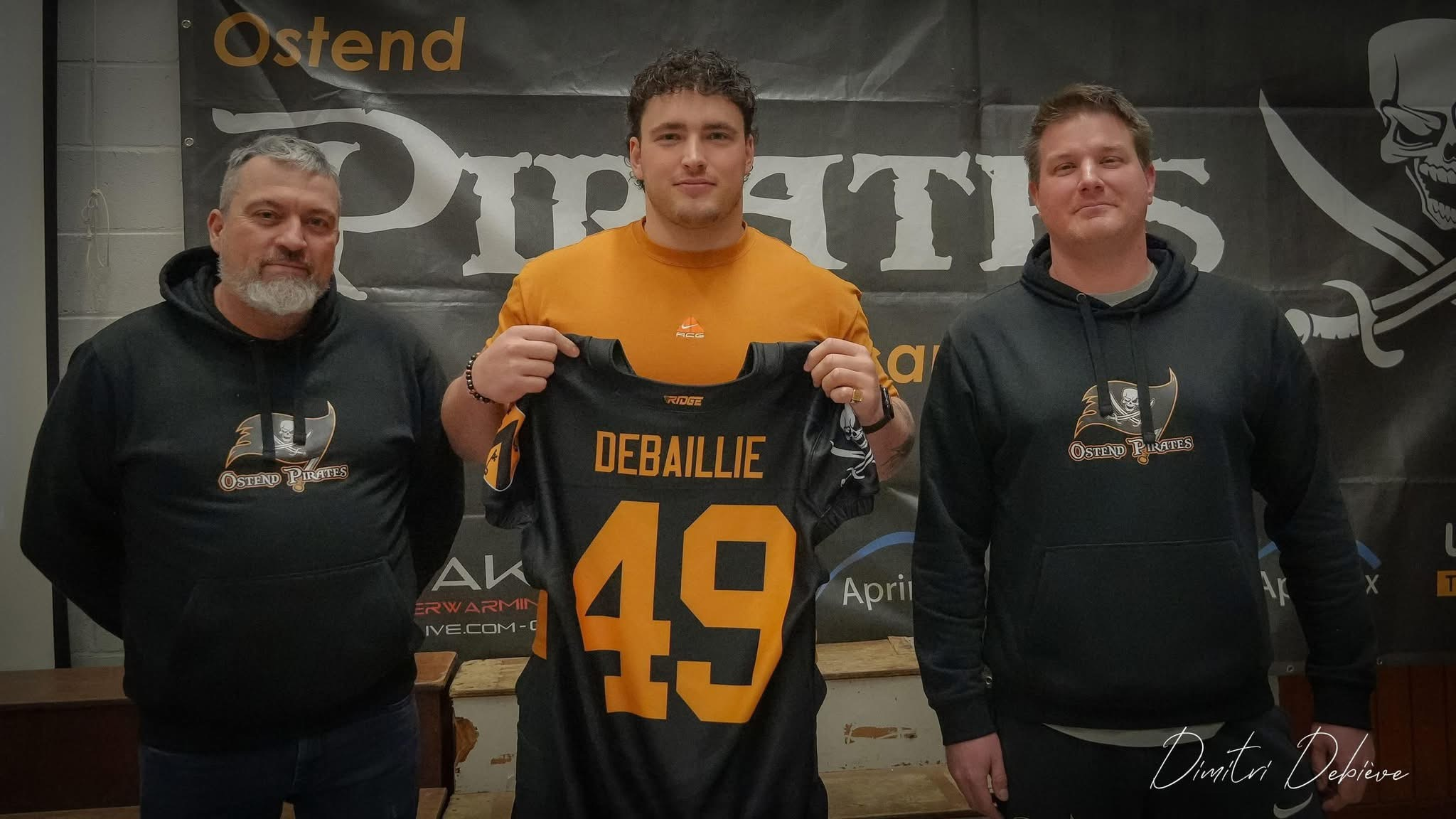
Reception du nouveau maillot avec son nom Debaillie.

Tibo Debaillie